# جولیا ترشلیه‌وا
جولیا ترشلیه‌وا (به انگلیسی: Julia Trashlieva) (۳ فوریهٔ ۱۹۳۶ – ۸ مهٔ ۲۰۲۴) ژیمناست اهل بلغارستان بود.